# Kroatische Beachhandball-Nationalmannschaft der Frauen
Die kroatische Beachhandball-Nationalmannschaft der Frauen repräsentiert den nationalen kroatischen Handballverband Hrvatski rukometni savez als Auswahlmannschaft auf internationaler Ebene bei Länderspielen im Beachhandball gegen Mannschaften anderer nationaler Verbände. Den Kader nominiert der Nationaltrainer.
Als Unterbau fungieren die Nationalmannschaft der Juniorinnen. Das männliche Pendant ist die Kroatische Beachhandball-Nationalmannschaft der Männer.

## Geschichte
Kroatien startete ab den dritten Europameisterschaften 2004 bei internationalen Turnieren und begann mit einem sportlichen Paukenschlag, indem sogleich bei der ersten Teilnahme das Finale erreicht wurde, in dem nur der Vertretung Russlands unterlegen wurde. Damit gelang auf Anhieb die Qualifikation für die folgenden Weltmeisterschaften und World Games, wo jeweils die Halbfinals erreicht wurden und Kroatien mit vierten Plätzen abschloss. Die folgenden Jahre gehörten zu den besten der Mannschaft, die Kroatinnen gehörten zu dieser Zeit zur absoluten Weltspitze. Bis 2011 gewann Kroatien bei fünf aufeinander folgenden Europameisterschaften Medaillen. 2007 und 2011 gewann die Mannschaft die Titel, ebenso bei den Weltmeisterschaften 2008 (Mannschaft: Petra Starček, Maja Majer, Ivana Lovrić, Vlatka Šamarinec, Marina Bazzeo, Dubravka Bukovina, Željka Vidović, Snježana Botica, Filipa Ačkar, Anja Daskijević).

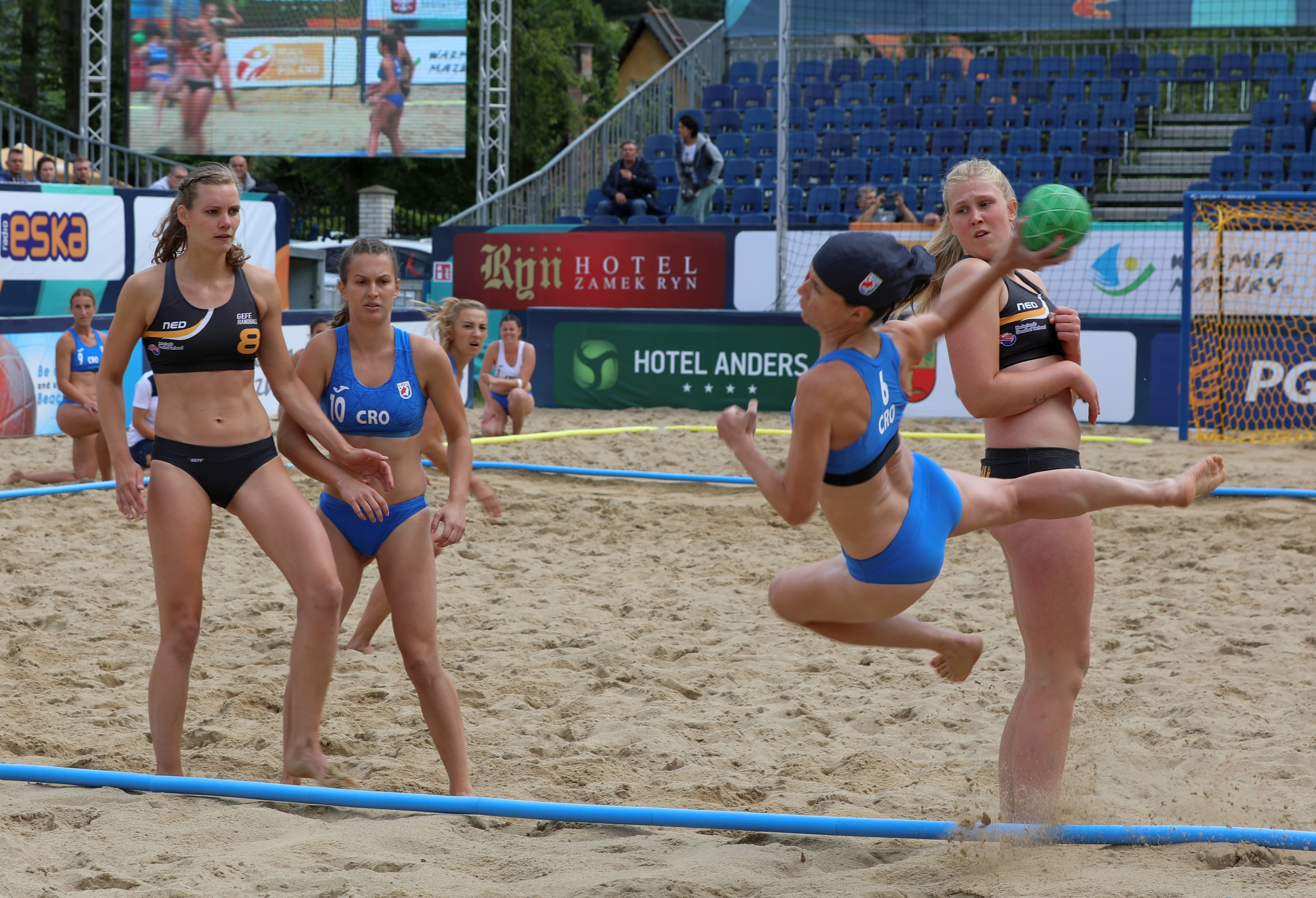
Lucija Kelava beim Torwurf im Spiel um die Bronzemedaille bei der EM 2019: Sowohl Rianne Mol (Niederlande), als auch Katja Heraković und Amber van der Meij (Niederlande) bleibt nur noch die Rolle der Zuschauerinnen (von links)

Seit Mitte der 2010er Jahre gehen die Erfolge der kroatischen Frauen etwas zurück. Der letzte größere Erfolg war Platz vier bei der EM 2019, zwei Jahre später erreichte die Mannschaft mit Platz elf ihr schwächstes Ergebnis. Seit 2013 konnte sich das Team nicht mehr für Weltmeisterschaften, World Games und die World Beach Games qualifizieren.
Nachdem vom europäischen Verband im August 2019 ein Nationen-Ranking eingeführt worden war, zu deren Zusammensetzung auch die Resultate der Nachwuchsmannschaften zählen, wurde die kroatische Nationalmannschaft dort auf dem siebten Rang geführt.

## Trainer
| Cheftrainer/in - 2006–2007: Iva Perica - 2008–2015: Matea Brezić - seit 2017: Iva Kanjugović | Co-Trainer/in - 2006: Matea Brezić - 2008: Hrvoje Stipanović - 2008–2009: Siniša Ostoić - 2011: Mario Močilac - 2013: Darko Požarić - 2015: Igor Požeg - 2017: Dubravka Bukovina - seit 2019: Iva Ercegovac |

## Teilnahmen

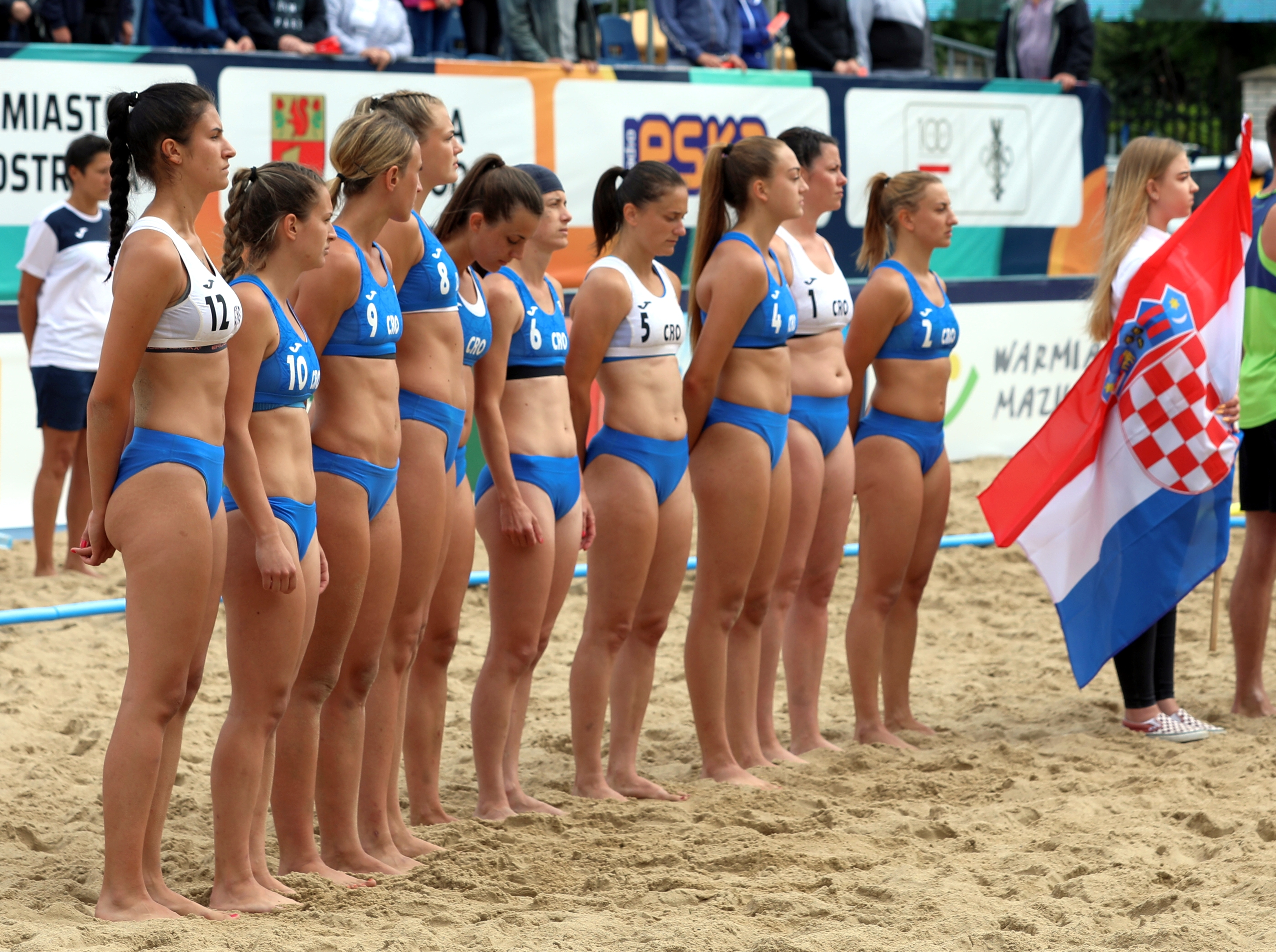
Mannschaft Kroatiens vor dem Spiel um die Bronzemedaille bei der EM 2019

| World Games - 2001: keine Teilnahme - 2005: 4. - 2009: 2. - 2013: nicht qualifiziert - 2017: nicht qualifiziert World Beach Games - 2019: nicht qualifiziert Mediterranean Beach Games - 2015: keine Teilnahme - 2019: keine Teilnahme | Weltmeisterschaften - 2004: 4. - 2006: 6. - 2008: 1. - 2010: 6. - 2012: 5. - 2014: nicht qualifiziert - 2016: nicht qualifiziert - 2018: nicht qualifiziert - 2020: nicht ausgetragen | Europameisterschaften - 2000: keine Teilnahme - 2002: keine Teilnahme - 2004: 2. - 2006: 3. - 2007: 1. - 2009: 3. - 2011: 1. - 2013: 9. - 2015: 9. - 2017: 9. - 2019: 4. - 2021: 11. | EHF Championship - 2022: 3. |

## Einzelbelege
1. ↑  https://www.hoo.hr/hr/1548-v-savez-sportova-zupanije-sibenskokninske.aspx
2. ↑  handball-world: EHF führt Nationen-Ranking im Beachhandball ein - Deutschland bei Männern auf fünftem Rang. Abgerufen am 29. Mai 2021.
3. ↑  Daten zum Teil ungefähre/geschätzte Werte